# 国際司法共助
国際司法共助（こくさいしほうきょうじょ）とは、ある国で行われている裁判の進行・審理のために他国の裁判機関が国際的に協力する活動をいう。

## 概要
判決等の裁判文書を外国に送達したり、外国に所在する人や物について証拠調べをすることは、主権作用である裁判権を他国の領土内において行使することとなるため、自国の裁判官が行うことは国際法上許されないと伝統的に考えられている。そのため、各国は、古くより、送達や証拠調べについて国家間の特別な相互協力・援助の関係を築いてきた。これが「国際司法共助」である。
国際司法共助について、各国は、当然に何らかの国際法上の義務を負うものではないことから、共助が得られるか否かは、相手国の任意に委ねられている。そのため、不確実性を極力除去するために、さまざまな形で継続的な国際合意が締結されている。具体的には、外交上の交渉によって必要の都度行う個別的合意（個別の応諾）があるほか、継続的なものとして、多国間で統一的な仕組みのもとで行う多国間条約、特定の二国間における二国間条約、二国間で交換公文、口上書などによって包括的に司法共助の取決めを行う二国間共助取決め等がある。
民事事件に関する国際司法共助は、狭義においては、外国での送達、証拠調べ及び外国法の証明等を対象としており、広義においては、これらのほかに外国判決の承認及び執行を含む。
刑事事件に関する国際司法共助は、狭義においては、外国での送達、証拠の取得及び外国法の証明等を対象としており、広義においては、これらのほかに外国判決の承認及び執行、犯罪人の引渡し等を含む。また、刑事分野における国家間の協力を「刑事共助」といい、このうち、捜査機関が行うものを「捜査共助」、裁判所が行うものを狭義の「司法共助」という。

### 民事事件

#### 概要
民事事件における訴訟書類の送達及び証拠調べを円滑にするために、「民事訴訟手続に関する条約」（昭和45年条約第6号。「民訴条約」）が締結されており、日本も批准しており、同条約を実施するために民事訴訟手続に関する条約等の実施に伴う民事訴訟手続の特例等に関する法律が制定されている。なお、アメリカ、イギリス、カナダ等の英米法系国は、民訴条約に加盟していない。
締約国の司法当局は、民事又は商事に関し、他の締約国の権限のある当局がその管轄区域内で証拠調べその他の裁判上の行為を行うよう、自国の法律に従い、その当局に対して司法共助を嘱託することができる（民訴条約8条）。また、各国が自国の外交官又は領事官に受託事項を直接実施させること（領事証拠調べ）を妨げるものではない。ただし、関係国間の条約がそのような実施を認めている場合又はその受託事項が実施されるべき領域の属する国がそのような実施を拒否しない場合に限られている（以上、民訴条約15条）。
送達については、「民事又は商事に関する裁判上及び裁判外の文書の外国における送達及び告知に関する条約」（昭和45年条約第7号。「送達条約」）が締結されている。
なお、証拠調べについては、「外国における民事又は商事に関する証拠の収集に関する条約」（1970年採択。「ハーグ証拠収集条約」）が存在するが、日本は批准していない。
このような多国間条約のほかに、日本が締結している二国間条約としては、日米領事条約及び日英領事条約がある。
また、日本が二国間条約を締結していない国との間で二国間共助取決めをしている例としては、ブラジルやタイなどがある。
さらに、包括的な合意がない国との間で個別の応諾をしている例としては、シンガポール、ペルーなどがある。

#### 送達

##### 送達の方式
文書の送達の方式には、主に、（1）外交上の経路による送達、（2）指定当局送達、（3）中央当局送達、（4）領事送達の4種類の方式がある。
- 外交上の経路による送達は、1896年の民訴条約における原則的な送達方式であり、1905年の民訴条約及び1954年の民訴条約においては、補充的な送達方式として用いられるにとどまっている（民訴条約1条3項）[8]。また、送達条約においても、特別の事情がある場合に限って認められるにすぎない（送達条約9条2項）[8]。外交上の経路による送達は、嘱託国の裁判所から、嘱託国の外務省、在外大使館、受託国の外務省、受託国の送達実施当局へと転達されるため、手続が繁雑であることから、条約上の使用が制限されている[8]。
- 指定当局送達は、1905年の民訴条約及び1954年の民訴条約で原則とされている送達方式であり（民訴条約1条1項）、送達条約においても補充的な送達方法として認められている送達方式であり（送達条約9条1項）、外国の指定当局に対して要請して行う送達方式である[9]。指定当局送達は、嘱託国の裁判所から、嘱託国の外務省、在外大使館、受託国の指定当局、受託国の送達実施当局へと転達されることとなり[9]、受託国の外務省ではなく受託国の指定当局へと転達される点が、外交上の経路による送達と異なる。なお、民訴条約及び送達条約の双方に加盟している国については、送達条約が優先するため（送達条約22条）、中央当局送達によらなければならない。そのため、指定当局送達が利用できるのは、民訴条約の締約国であって、送達条約に加盟していない国が受託国となる場合である。
- 中央当局送達は、送達条約で原則とされている送達方式であり（送達条約2条、18条1項）、外国の中央当局（central authority）に対して要請して行う送達方式である[9]。中央当局送達は、嘱託国の裁判所から、受託国の中央当局（外務省や司法省であることが多い[8]）を経て、受託国の送達実施当局へと転達される[8][9]。在外大使館を経由しないことから、上記の2方式に比べて、転達手続が著しく簡略化・迅速化されている[8]。
- 領事送達は、外国に駐在する領事官に嘱託して行う送達方式である（民訴条約6条1項3号、送達条約8条1項）[9]。領事送達は、嘱託国の裁判所から、嘱託国の外務省、在外領事官へと転達され、領事官が自ら送達実施機関となって外国において送達を実施する[9]。外国の機関を経由しないことから、送達方式の中で、最も迅速であり、実務上、最も多く利用されているが、（1）領事官による送達が国家行為であるため接受国の同意を要すること、（2）強制力を行使することができないため受送達者による任意の受領を要すること、（3）嘱託国の国民以外の者に対する領事送達を接受国が拒否しているときは嘱託国の国民に対する送達しかできないこと（民訴条約6条2項、送達条約8条2項）などのデメリットも存する[9]。

このほか、二国間共助取決めや個別の応諾があれば、外国の管轄裁判所その他の管轄官庁に嘱託して送達することも認められている。この場合は、嘱託国の裁判所から、嘱託国の外務省、在外大使館、受託国の外務省、受託国の管轄官庁へと転達される。
なお、これらの送達方式によらない場合に、次の要件のいずれかをみたすときには、例外的に、裁判上の文書を郵便によって直送すること（郵便による直送）が認められることがある。
- 条約によって認められるとき
- 相手国が送達条約締約国であって、かつ、送達条約10条（a）について拒否宣言をしていないとき[注釈 3]
- 相手国が民訴条約のみの締約国であって、かつ、民訴条約6条1項1号について拒否宣言をしていないとき[注釈 4]

日本は、2018年（平成30年）12月21日付けで、送達条約10条（a）について拒否宣言をしている。
このほか、日本においては、外国に在住する者に対して、民事訴訟法に基づく公示送達をすることも認められている。

##### 送達の対象
民訴条約及び送達条約によって送達の対象となる文書は、民事又は商事に関し、外国にいる者に宛てた（民訴条約1条1項）、又は外国における送達又は告知のために外国に転達すべき（送達条約1条1項）、裁判上又は裁判外の文書である。
なお、法律上送達を要しない文書を送付する場合であっても、原則として、上記（1）〜（4）の方式又は公示送達のいずれかによらなければならず、郵便による直送は、その要件をみたすときに限って認められるにすぎない。

#### 証拠調べ
証拠調べについては、当該証拠が所在する国との間でいかなる国際合意が締結されているかによって、その方法が異なる。
受託国が民訴条約の締約国である場合は、受託国において権限を有する当局（司法当局）に嘱託して、証拠調べを行うことができる（民訴条約8条〜16条）。証拠調べの対象事件は、民事又は商事に関する事件に限定されている（民訴条約8条）。嘱託することができる事項は、民事又は商事に関する証拠調べその他の裁判上の行為であり（民訴条約8条）、対象となる証拠調べは、証人尋問（当事者尋問）、調査嘱託、検証、審尋等であるが、そのほとんどは、証人尋問（当事者尋問）及び調査嘱託であるとされる。民訴条約に基づく証拠調べは、受託国の司法当局が受託国の国内法に従って実施する（民訴条約14条1項）。民訴条約に基づく証拠調べは、領事証拠調べとは異なり、受託国の国内法によるのと同様の強制方法を用いて実施することができるため、確実な実施を期待することができる。しかしながら、常に翻訳文を添付する必要があるほか、領事証拠調べと比較して時間を要することがある。
民訴条約の締約国が外交上の経路を通じて証拠調べの嘱託がなされることを希望する旨の宣言をしている場合には（民訴条約9条3項）、当該宣言をした国に対して証拠調べの嘱託をする際には、外交上の経路によることとなる。
接受国が民訴条約の締約国である場合であっても、接受国との条約や取決めがある場合や、接受国が拒否をしない場合には、嘱託国の領事官が証拠調べを直接行うこと（領事証拠調べ）が認められている（民訴条約15条）。領事証拠調べは、嘱託国の在外領事官が実施するため、他の方法と比べて迅速かつ確実な実施が期待できる。さらに、証拠調べの対象者が日本語を解するときは、尋問事項書等に翻訳文を添付する必要がないため、嘱託手続が簡便である。対象者にとっても、通訳等を要しない点において、効率的である。しかしながら、対象者が任意に出頭しない場合には、証拠調べを実施することができず、他の方法によらざるを得ない。
日本は、日米領事条約及び日英領事条約に基づき、証言の録取（証人尋問、当事者尋問）を行うことが認められている。証拠調べの対象事件は、民事又は商事に関する事件に限定されていない。日英領事条約においては、対象となる証人等について特段の限定がなく、日米領事条約においては、接受国内にある全ての者とされているが、日本人以外の者を証人とする場合に出頭拒否が起きやすいことや、尋問に際して通訳を要すること等を考慮して、実務上は、日本国籍を有する者又は日本語を十分に解する者に対する尋問に限定されている。
これに対して、日米領事条約又は日英領事条約に規定する場合を除いては、原則として、日本に駐在する外国の領事官が当該外国の国民以外の者を対象として領事証拠調べを行うことを認めておらず、また、日本の領事官が外国において日本国民以外の者を対象とする領事証拠調べも行っていない。もっとも、個別の応諾がある場合に、個別の応諾に基づいて領事証拠調べを行うことは可能である。
受託国が民訴条約の締約国ではない場合であっても、二国間共助取決めや個別の応諾がある場合には、外国の管轄裁判所その他の管轄官庁に嘱託して証拠調べを実施すること（管轄裁判所証拠調べ）ができる。管轄裁判所証拠調べは、領事証拠調べができない場合であっても実施することができるが、常に翻訳文を添付する必要があるほか、領事証拠調べと比較して時間を要することがある。

### 刑事事件

#### 概要
刑事事件に関する文書の送達及び証拠調べについては、二国間条約等が締結されている場合、当該条約等に基づいて実施されている。日本は、アメリカ、韓国、中国、香港、EU、ロシアとの間で刑事共助条約（協定）を締結しており、ベトナムとの間でも刑事共助条約の署名を終えている。
二国間条約等が締結されていない場合には、文書の送達及び証拠調べは、外国裁判所ノ嘱託ニ因ル共助法に基づき実施される。
捜査共助についても、刑事共助条約に基づき実施されるが、同条約が締結されていない場合であっても、相互主義のもとに、国際捜査共助等に関する法律に基づく捜査共助を実施することができる。
また、犯罪人の引渡しについては、アメリカ（日米犯罪人引渡し条約）及び韓国（日韓犯罪人引渡し条約）との間で犯罪人引渡し条約が締結されており、同条約を実施するために逃亡犯罪人引渡法が制定されている。このほか、国際的な組織犯罪については、国際的な組織犯罪の防止に関する国際連合条約に基づく犯罪人の引渡しも認められている。